# Erbfeind

Michael Wening: Wahre Abbildung der Herrlichen Victoria so von den Christen wider den Erbfeind. Kupferstich zur Illustration der Schlacht bei Gran (1685)

Erbfeind ist ein deutscher Begriff, der seit dem 16. Jahrhundert verwendet wird. Erstmals taucht er 1587 im Theatrum Diabolorum als Benennung für den Teufel auf. Bis heute gilt er unter anderem als eine verhüllende Benennung für den Teufel. In der Zeit der Türkenkriege im 16. und 17. Jahrhundert wurden die Türken als „Feinde der Christen“ damit bezeichnet. Seit den napoleonischen Kriegen wurde der Begriff auf Frankreich übertragen (→ Deutsch-französische Erbfeindschaft).
Verallgemeinert bedeutet der Begriff heute „Volk, das seit Generationen als ständiger Feind bekämpft wird“ oder „seit Langem verhasster Gegner“.